# Idade Contemporânea
A Idade Contemporânea, também chamada de Contemporaneidade, é o período atual da história ocidental e cujo início remonta à Revolução Francesa (1789).
Desde os seus primórdios, é marcado pelo iluminismo, corrente filosófica que defende o primado da razão e o desenvolvimento da ciência como garantia de progresso civilizatório para a Humanidade.
A Contemporaneidade distingue-se, de maneira geral, pelo desenvolvimento e consolidação do capitalismo no ocidente e, consequentemente pelas disputas das grandes potências europeias por territórios, matérias-primas e mercados consumidores.
Após duas grandes guerras mundiais, no entanto, o ceticismo veio abalar a crença iluminista de progresso da civilização, aumentando a percepção de que nações consideradas tão avançadas e instruídas eram de fato capazes de cometer atrocidades dignas de bárbaros. Decorre daí o conceito de que a classificação de nações mais desenvolvidas e nações menos desenvolvidas tem limitações de aplicação.
Atualmente está havendo uma especulação a respeito de quando essa era irá acabar, e consequentemente, a respeito da validade do modelo europeu de divisão histórica.

## Linha do tempo

### Século XVIII

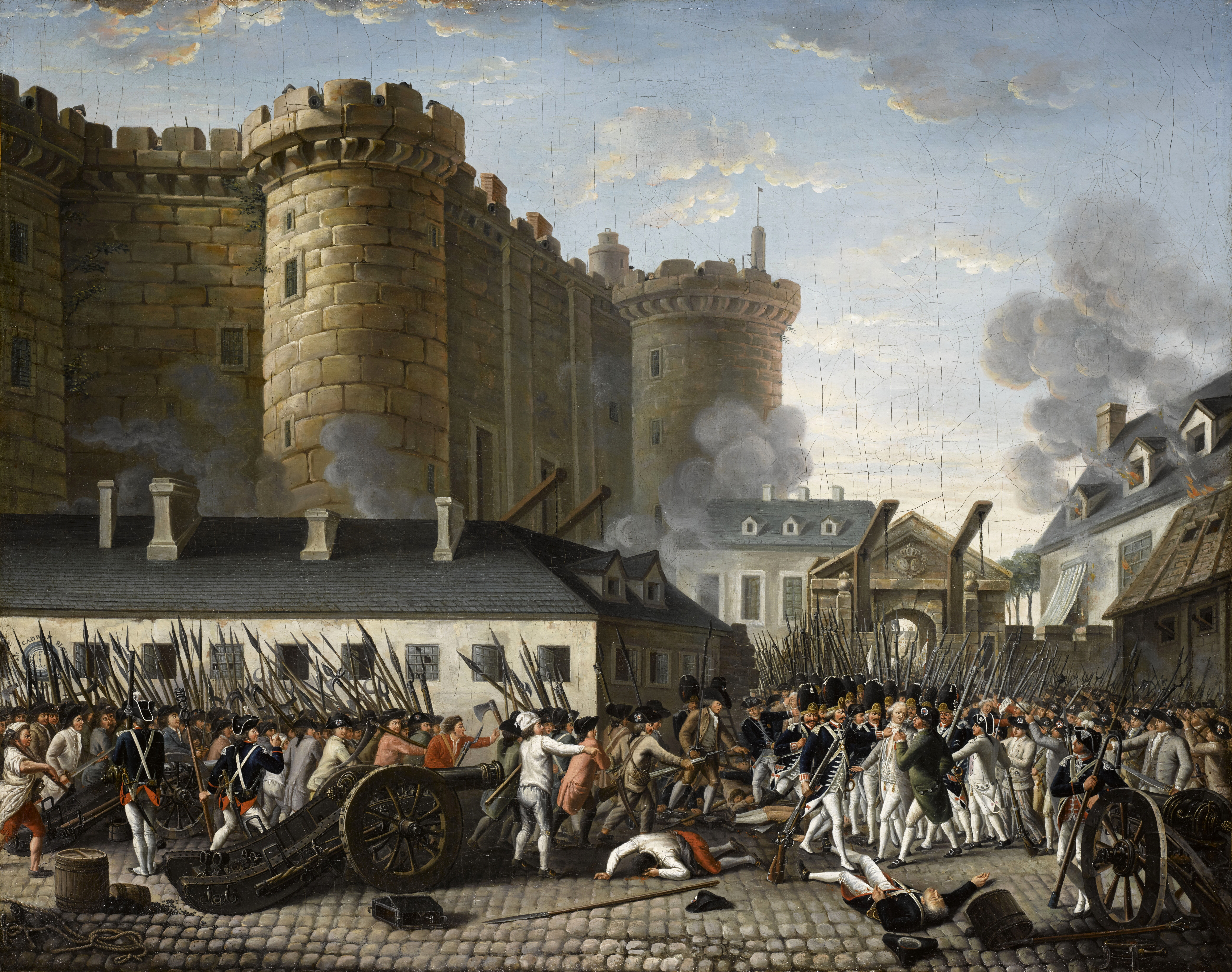
Queda da Bastilha, marco inicial da Idade Contemporânea

- Independência dos Estados Unidos da América
- Revolução Francesa
- Guerras Napoleônicas
- Revolução Industrial

### Século XIX
- Independência da América Espanhola
- Independência do Brasil
- Restauração (Europa)
- Revolução Haitiana
- Primavera dos Povos
- Manifesto Comunista
- Guerras do ópio
- Neocolonialismo
- Neoimperialismo
- Conferência de Berlim
- Partilha da África
- Guerra civil dos Estados Unidos
- Rebelião Taiping
- Restauração Meiji
- Unificação da Itália
- Unificação da Alemanha
- Comuna de Paris
- Revolta de Haymarket
- Guerra Franco-Prussiana
- Fim do comércio de escravos no atlântico

### Século XX
- Belle Époque
- Revolução Mexicana
- Revolução Xinhai
- Implantação da República Portuguesa
- Primeira Guerra Mundial
- Revolução Russa
- Crise de 1929
- Modernismo
- Comunismo
- Assassinatos em massa sob regimes comunistas
- Fascismo
- Nazismo
- Era Vargas
- Estado Novo (Portugal)
- Guerra Civil Espanhola
- Segunda Guerra Mundial
- Conflito árabe-israelense
- Guerra Civil Chinesa
- Guerra Fria
- Ditaduras de Segurança Nacional na América Latina
- Descolonização da África
- Descolonização da Ásia e da Oceania
- Revolução Cubana
- Maio de 1968
- Revolução dos Cravos
- Revoluções de 1989
- Queda do Muro de Berlim
- Dissolução da URSS
- Descomunização
- Lustração
- Consolidação e expansão da União Europeia
- Globalização

### Século XXI
- Genocídio palestino

- Ascensão da China como superpotência global
- Brexit
- Crise de refugiados Rohingya
- Crise migratória na Europa
- Crise na Venezuela
- Eurasianismo
- Guerra ao Terrorismo
- Guerra Civil na Síria
- Guerra contra o Estado Islâmico
- Guerra do Iêmen
- Guerra do Sudão
- Guerra Russo-Ucraniana
- Grande Recessão
- Inteligência Artificial e automação
- Movimento #MeToo
- Movimento Black Lives Matter
- Pandemia de COVID-19
- Primavera Árabe
- Revolução Digital
- Revolução Energética e Mudanças Climáticas
- Vigilância Global